# 지방인재채용목표제
지방인재채용목표제(地方人材採用目標制)는 대한민국 정부가 지방인재의 공무원 임용기회를 확대하기 위하여 5급 국가공무원 공개경쟁채용시험에서 서울특별시를 제외한 지방에 있는 학교의 재학생이나 졸업생이 선발예정인원의 20% 이상이 될 수 있도록 선발예정인원을 초과하여 지방인재를 합격시키는 제도이다.

## 지방인재
이 제도에서 말하는 지방인재는 서울특별시를 제외한 지역에 있는 대학의 졸업(예정)자 또는 서울특별시를 제외한 지역에 있는 학교를 최종적으로 졸업·중퇴하거나 재학·휴학 중인 사람이다. 여기서 서울특별시를 제외한 지역에 있는 학교를 지방학교라고 하는데, 지방학교와 지방인재의 범위에 대한 세부사항은 행정안전부 예규인 「균형인사지침」에서 정하고 있다.

## 세부사항
이 제도가 적용되는 시험은 5급 공무원 공개경쟁채용시험과 5등급 외무공무원 공개경쟁채용시험 가운데 선발 예정 인원이 10명 이상인 시험 단위이며, 지역별 구분모집에는 적용하지 않는다. 이들 시험 단위에서 제1차 시험, 제2차 시험, 제3차 시험 등 각 시험 실시 단계별로 합격 예정 인원에 20%를 곱한 인원수를 목표인원이라 한다. 이 제도가 적용되는 경우에는 목표인원에 미달하는 경우에는 1차 시험에서는 합격선 아래로 3점 범위 내에서, 2차 시험에서는 합격선 아래로 2점 범위 내에서 당초의 합격 예정 인원을 초과하여 추가로 합격시키는데, 그 추가 합격 인원이 당초 합격 예정 인원의 10%를 넘을 수 없다.

## 운영기간
이 제도는 한시적 제도로 5년 단위로 연장하고 있다. 대한민국 정부는 1차로 2007년부터 2011년까지 운영하였고, 2차로 2012년부터 2016년까지 연장하여 운영하고 있다.

## 근거법령
- 국가공무원법 - 제26조(임용의 원칙) "... 적극적인 정책을 실시할 수 있다."
- 국가균형발전특별법 - 제12조(지역인력 양성과 과학기술 진흥) 2. 지방대학 졸업생에 대한 채용장려제의 도입에 관한 사항
- 공무원임용시험령 (대통령령) - 제20조의2(지방인재의 선발예정인원 초과합격)
- 균형인사지침 (행정안전부예규) - VII. 지방인재채용목표제

## 같이 보기
- 지역할당제
- 적극적 우대조치
- 지방대학